# Hortunas
Hortunas es una pedanía de Requena. Se encuentra a unos 16 kilómetros de Requena, en la carretera CV-429 que une La Portera con Yátova. En mapas antiguos todavía se hace la distinción entre Hortunas de Arriba y Hortunas de Abajo, pero esa distinción carece de sentido hoy en día, ya que Hortunas de Abajo son hoy en día solo 4 casas en estado de ruina enclavadas en una finca particular.
El río Magro bordea la población en un amplio arco. Sus vecinos y visitantes se han beneficiado indudablemente del gran cambio en la calidad de las aguas de este río, gracias a la implantación de las sucesivas depuradoras de la comarca Requena-Utiel.
Hasta hace unos años del río casi solo llegaban malos olores y espuma, mientras que ahora se puede dar un paseo por sus orillas e incluso ver algún pato o garza.
Los vecinos de Hortunas son pocos. En invierno solo se quedan aquí unas seis familias, pero en fines de semana y sobre todo en épocas vacacionales, la población se multiplica y llega a varios centenares. De hecho, hay pocas casas que no estén arregladas, es difícil alquilar e incluso se está construyendo alguna. Habitualmente el panadero pasa dos veces a la semana, aunque en verano lo hace todos los días, y también se acercan fruteros y pescateros, ya que en Hortunas no hay comercios.
Es el lugar de nacimiento del famoso folklorista Fermín Pardo, quien ha recuperado muchas de las fiestas tradicionales de la población.
Sangona y el capitan pescadora,(isidro) son los personajes más famosos del pueblo

## Fiestas y lugares de interés
En el capítulo de fiestas, Hortunas tiene dos patrones: San Julián, que se celebra el 28 de enero, y San Isidro, el 15 de mayo. De todas formas, en los últimos años se han venido celebrando fiestas en torno al 15 de agosto, que es cuando más gente se congrega en la población.
Cerca de Hortunas se encuentran dos parajes que son frecuentados por bastantes requenenses: se trata de la Canaleja y de la Caseta del Guardia, que cuentan con fuentes, paelleros e incluso con pequeños refugios para cuando hace mal tiempo.
- Datos: Q11926088
- Multimedia: Hortunas / Q11926088